# 松田健児
松田 健児（まつだ けんじ、1974年 - ）は、日本の美術史家。専門はスペイン美術史。慶應義塾大学商学部教授。バルタサル・グラシアン賞、西洋美術振興財団賞学術賞受賞。

## 人物・経歴
熊本県熊本市生まれ。1998年上智大学外国語学部イスパニア語学科卒業。神吉敬三に師事し、神吉の死去後は大髙保二郎に師事した。学部在学中、マドリードに留学。2001年学習院大学大学院人文科学研究科哲学専攻博士前期課程修了、修士（哲学）。2004年マドリード・コンプルテンセ大学地理・歴史学部大学院美術III（現代美術）専攻博士課程単位取得退学、Diploma de Estudios Avanzados (DEA)。2015-17年バルセロナ大学地理・歴史学部訪問研究員。2022年西洋美術振興財団賞学術賞受賞。慶應義塾大学商学部専任講師、准教授を経て、2023年同教授。専門はスペイン美術史。

## 著作

### 著書
- 『もっと知りたいピカソ : 生涯と作品』東京美術、2006年
- 『バルセロナ　カタルーニャ文化の再生と展開』（共著、木下亮編）竹林舎、2017年
- 『スペイン美術史入門 : 積層する美と歴史の物語』（大髙保二郎監修、久米順子、松原典子、豊田唯と共著）NHK出版、2018年
- 『ピカソと人類の美術』（共著、大髙保二郎／永井隆則編）三元社、2020年
- 『もっと知りたいミロ : 生涯と作品』（副田一穂と共著）東京美術、2022年
- 『スペイン危機の20世紀』（共著、八嶋由香利編）慶應義塾大学出版会、2023年
- 『ダリ作品集』（監修、共著）東京美術、2024年

### 展覧会監修・学術協力
- 「内と外ースペイン・アンフォルメルの二つの『顔』」展、国立西洋美術館、2013年
- 「奇跡の芸術都市　バルセロナ」展、長崎県美術館、姫路市立美術館、札幌芸術の森美術館、静岡市美術館、東京ステーションギャラリー、2019-2020年
- Hamada & Artigas. Los colores del fuego, Museu Nacional d’Art de Catalunya, 2021

- 「ミケル・バルセロ」展、国立国際美術館、三重県立美術館、東京オペラシティアートギャラリー、2021-2022年
- 「ミロ展ー日本を夢みて」、Bunkamura、愛知県美術館、富山県美術館、2022年
- Kataezome. El llegat artístic de Serizawa Keisuke, Museu Etnològic i de Cultures del Món, 2023
- 「スペインのイメージ　版画を通して伝わるすがた」展、国立西洋美術館、2023年
- 「ミロ展」、東京都美術館、2025年

### 訳書
- 『ガウディ×井上雄彦 : シンクロする創造の源泉 : 特別展』（鳥居徳敏, 久米順子, 諸星妙, 豊田唯と共訳）日経BP社 2014年
- 『山中散生書簡資料集』（田中淳一, 朝吹亮二, 笠井裕之, 朝木由香と共編訳）神奈川県立近代美術館 2017年